# Spas-Klepiki
Spas-Klepiki (russisch Спас-Клепики) ist eine Kleinstadt in der Oblast Rjasan (Russland) mit 5916 Einwohnern (Stand 14. Oktober 2010).

## Geografie
Die Stadt liegt im zentralen Teil der Meschtschoraniederung etwa 70 km nordöstlich der Oblasthauptstadt Rjasan an der Pra, einem linken Nebenfluss der in die Wolga mündenden Oka.
Spas-Klepiki ist Verwaltungszentrum des Klepikowski rajons.

## Geschichte
Der Ort ist seit dem 16. Jahrhundert unter dem Namen Klepiki bekannt. Nach der Errichtung einer Kirche ging deren Name Spasskaja (von russisch Spas für Erlöser) auf den Ort über, der nun als Spasskoje, auch Klepiki geführt wurde.
In der zweiten Hälfte des 17. Jahrhunderts entwickelte sich das Dorf zu einem Handelsort mit Tuchmanufaktur am belebten Kassimower Trakt, der Straße von Moskau nach Kassimow. Bis zur Mitte des 19. Jahrhunderts bildete sich in den umgebenden Dörfern die Herstellung von Watte und Werg aus Abfällen der Leinen- und Baumwollwebereien der Gouvernements Moskau und Wladimir zu einem bedeutenden Wirtschaftszweig heraus.
1920 wurde das Stadtrecht unter dem heutigen Namen verliehen, welcher die alten Bezeichnungen vereinigt.

### Bevölkerungsentwicklung
| Jahr | Einwohner |
| ---- | --------- |
| 1926 | 2300      |
| 1939 | 3657      |
| 1959 | 4986      |
| 1970 | 5901      |
| 1979 | 7022      |
| 1989 | 7209      |
| 2002 | 6153      |
| 2010 | 5916      |

Anmerkung: Volkszählungsdaten (1926 gerundet)

## Kultur und Sehenswürdigkeiten
In der Stadt gibt es ein Jessenin-Museum und ein Museum für Holzschnitzkunst.
Die Stadt liegt inmitten des 1992 zum Schutz und der geordneten Nutzung der Meschtschora gegründeten Nationalparks Meschtschorski. Hier befindet sich die Verwaltung des 103.014 Hektar großen Parks.

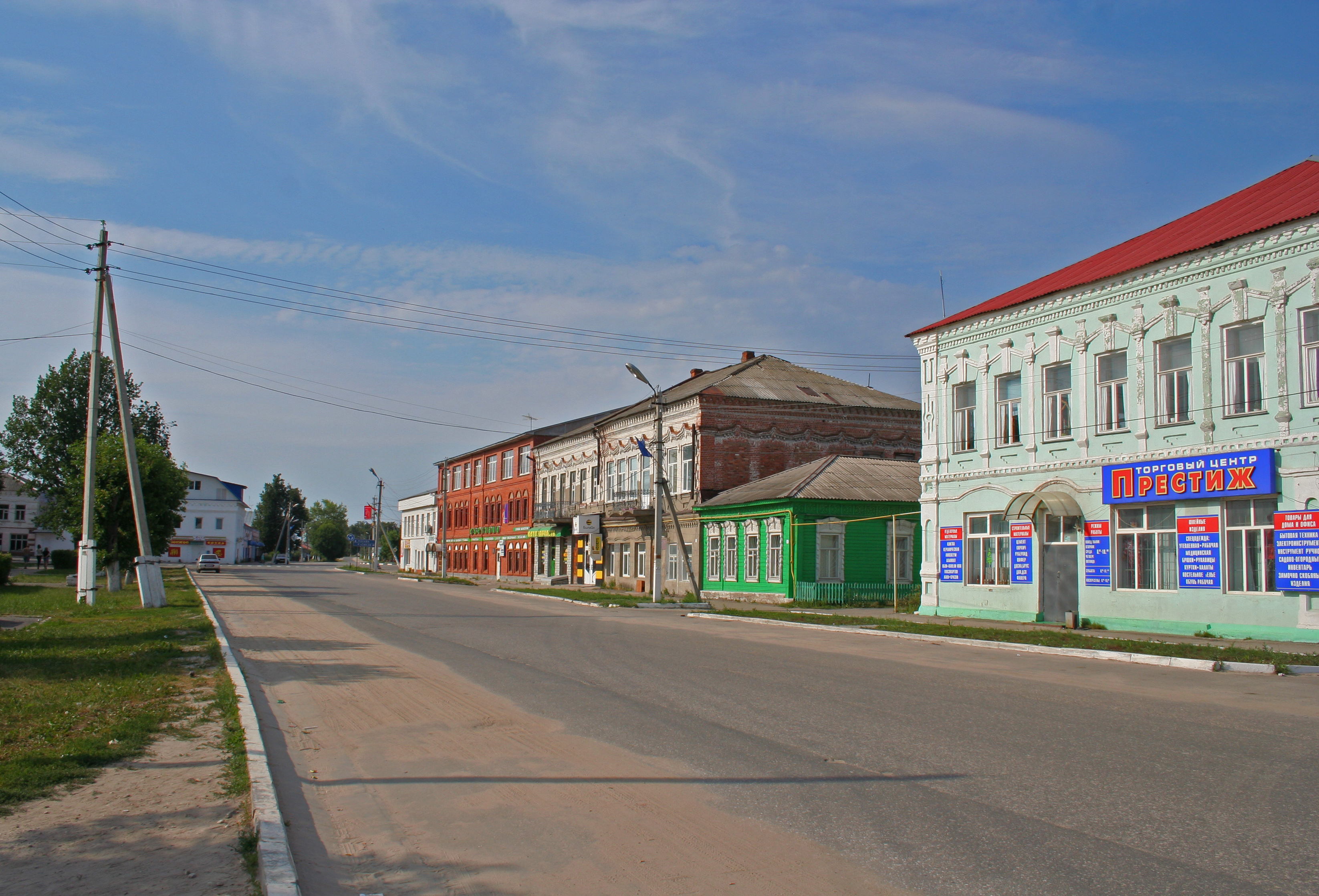
Straßenszene im Zentrum von Spas-Klepiki
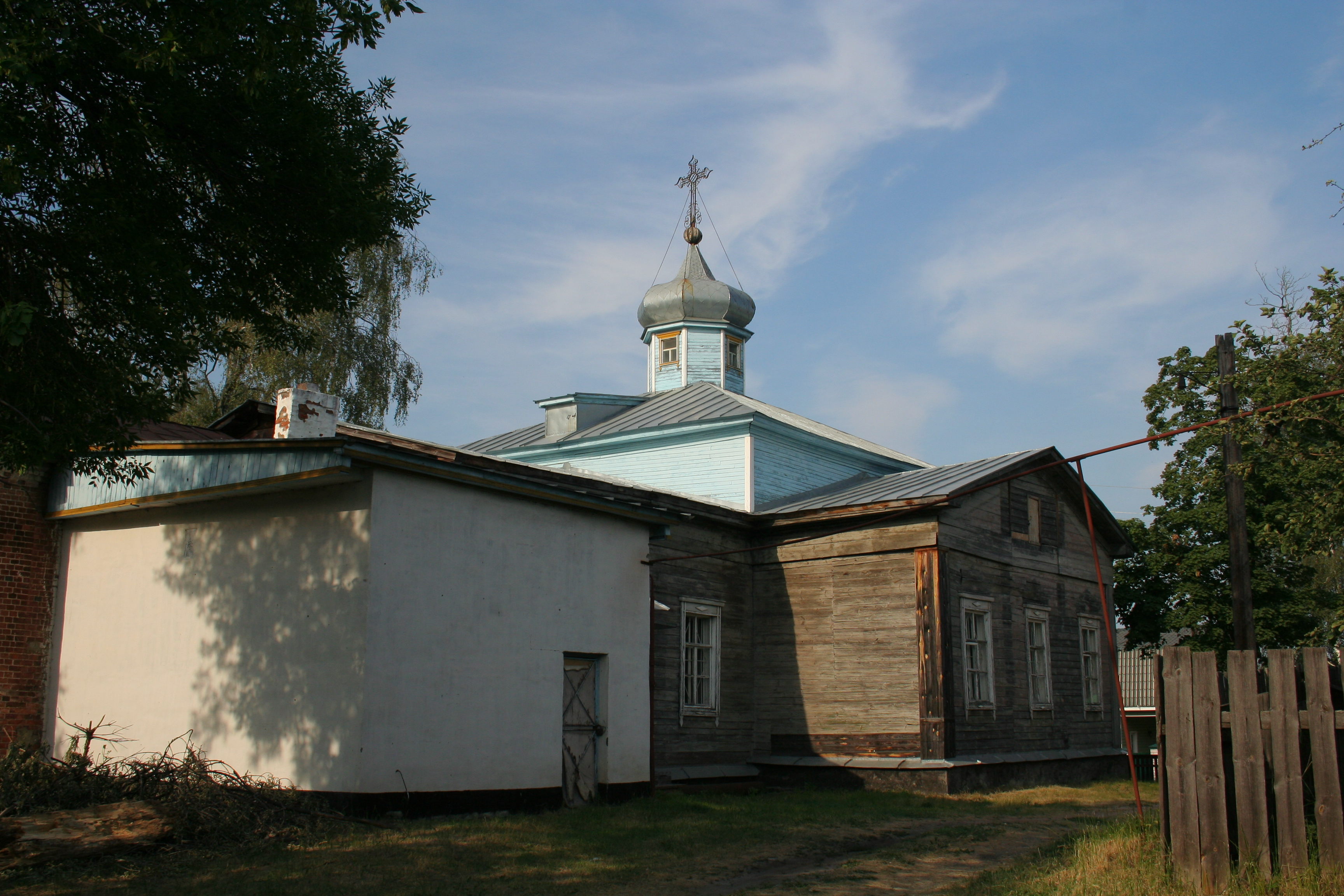
Holzkirche
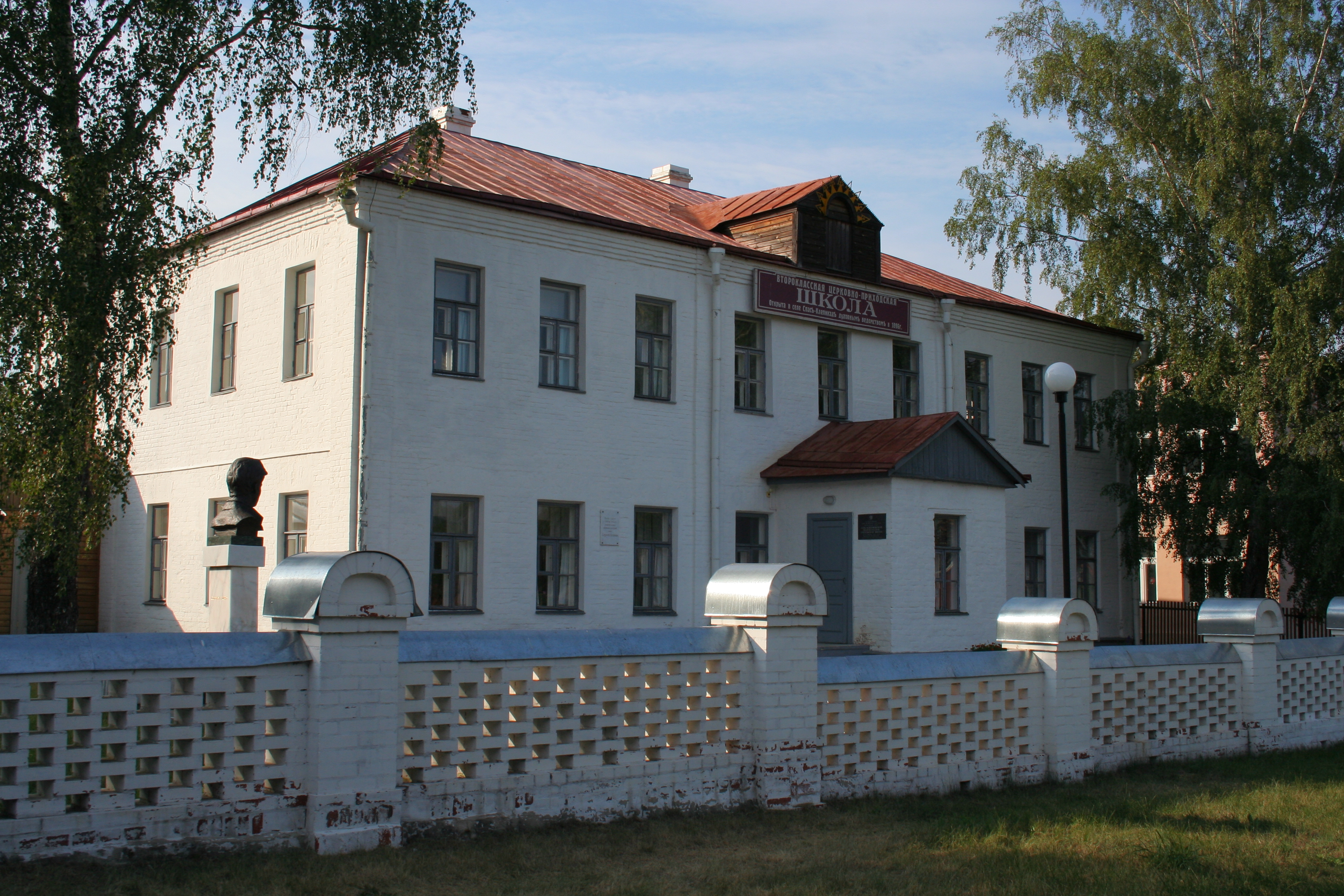
Ehemalige Schule, an der Sergei Jessenin studierte

## Wirtschaft und Infrastruktur
In Spas-Klepiki gibt es Betriebe der Textil- und Schuhindustrie.
Durch die Stadt führt die Regionalstraße R105 (Moskau–) Ljuberzy–Kassimow, von welcher hier die R123 nach Rjasan abzweigt.
Spas-Klepiki lag an der 1899 eröffneten Schmalspurbahn (Spurweite 750 mm) Rjasan–Tuma, welche ab 1972 abschnittsweise und 1999 endgültig stillgelegt wurde.

## Persönlichkeiten
- Sergei Jessenin (1895–1925), Dichter; besuchte von 1909 bis 1912 in Spas-Klepiki die Schule